# Gnidia parviflora
Gnidia parviflora är en tibastväxtart som beskrevs av Carl Daniel Friedrich Meisner. Gnidia parviflora ingår i släktet Gnidia och familjen tibastväxter. Inga underarter finns listade i Catalogue of Life.